# ناتانیل
ناتانیِل (Nathaniel) ممکن است به یکی از موارد زیر اشاره داشته باشد:
- ناتانائیل
- ناتانیل پی بنکس
- ناتانیل بازولیک
- نت کینگ کول
- ناتانیل کلاین
- ناتانیل هاوثورن
- نت لوفتهوس
- ناتانیل پارکر
- ناتانیل وست